# Storforshei
Storforshei (eller Storforsheia) är en tätort i Rana kommun i Nordland fylke i norra Norge. Orten ligger vid Europaväg 6, Nordlandsbanan och Ranelva, nordöst om staden Mo i Rana.